# Ride4Kids
Ride4Kids is een Nederlandse stichting die zich inzet voor het bevorderen van onderzoek naar stofwisselingsziekten. De organisatie is bekend om haar jaarlijkse evenement, de Pyreneeën Challenge, waarbij deelnemers worden uitgedaagd om de Pyreneeën te beklimmen om fondsen te werven voor onderzoek.
Ride4Kids werd in 2007 opgericht met het doel om fondsen te werven voor onderzoek naar stofwisselingsziekten. Vanaf het begin organiseerde de stichting diverse evenementen om dit doel te bereiken, waarvan de Pyreneeën Challenge het meest bekend is. Deze challenge is een jaarlijks evenement waarbij deelnemers worden uitgedaagd om de Pyreneeën te beklimmen om geld in te zamelen voor de stichting. In de eerste tien jaar van het bestaan van de stichting heeft het meer dan 1,5 miljoen euro opgehaald voor onderzoek. In 2020 heeft de geplande Pyreneeën Challenge geen doorgang kunnen vinden vanwege de coronapandemie.

## Trivia
- In 2023 fietste de burgemeester van Roosendaal Han van Midden mee.[4]